# 重庆市载英中学校
重庆市载英中学校于1939年2月由主张“教育救国”重庆大学教授何鲁先生选定原彭家祠堂创建，并自任校长。何鲁从左思《蜀都赋》中的名言“江汉炳嶙，世载其英”，取“载英”作校名。
1949年11月底，私立载英中学自行停办。此后，载英中学旧址先后入驻江北县公安局（县人民政府在唐家沱），陆军医院（第三军医大学前身）护士学校，唐家沱人民政府。
1956年秋，重庆市第四十六中学成立。
2014年9月1日，重庆市第四十六中学举行了载英中学校名恢复暨何鲁铜像落成典礼。何鲁先生的儿子何培威、何培炎参加典礼。